# 宮本高志
宮本 高志（みやもと たかし、1925年 - ）は元南海放送・テレビ東京（旧：東京12チャンネル）のアナウンサー。

## 概要
中国北平育ち、大阪外国語大学中国語学科卒業後、南海放送を経て、1962年に東京12チャンネルに入社。東京12チャンネル、テレビ東京時代はアナウンス部長・国際課長(1980年頃)も務めた。

## 過去の担当番組
- スポーツ実況
- 日米対抗ローラーゲーム（解説者「Dr.宮本」名義）

| スタブアイコン | サブスタブ | この項目は、まだ閲覧者の調べものの参照としては役立たない、アナウンサーに関連した書きかけの項目です。この項目を加筆・訂正などしてくださる協力者を求めています（PJ:アナウンサー）。 |